# Observatoire fédéral
Ne doit pas être confondu avec Observatoire fédéral d'astrophysique.
L'Observatoire fédéral (1902-1970) était un observatoire astronomique situé à Ottawa, au Canada. L'observatoire est initialement prévu pour établir avec précision l'heure ainsi que des coordonnées, dans le même style que l'Observatoire royal de Greenwich. Pendant plusieurs années, l'observatoire sera ainsi connu par les Canadiens comme la source du signal horaire du Conseil national de recherches du Canada (en). 
Conçu par l'architecte David Ewart (en) en 1902, l'édifice est érigé près de Dow's Lake, sur les terres de la Ferme expérimentale centrale d'Agriculture et Agroalimentaire Canada. De style néoroman, le bâtiment est complété en 1905. 
Son principal instrument est un télescope réflecteur dont le miroir primaire fait 15 pouces de diamètre, le plus gros du genre au Canada à l'époque. Il est surpassé en 1917 par l'Observatoire astrophysique du Dominion de Saanich, en Colombie-Britannique.
L'observatoire poursuit ses activités jusqu'en 1970. En 1974, le télescope est déplacé à l'observatoire Helen Sawyer Hogg du Musée des sciences et de la technologie du Canada
Depuis 2008, l'édifice est le siège de L'Office de l'efficacité énergétique, une branche de Ressources naturelles Canada.